# 若埃爾·馬蒂普
若布·若埃爾·安德烈·馬蒂普（法語：Job Joël André Matip；1991年8月8日—），為一位出生在德國的已退役喀麥隆國家隊足球員，在場上司職中後衛或防守中場。

## 俱樂部生涯
若埃爾·馬蒂普生於德國城市波鴻，其父親來自喀麥隆，母親則是德國人，並在加入 SC Weitmar 45 俱樂部後開始了他的職業生涯，在1997年時被球探發掘而加入到波鴻。 在波鴻不同的青訓系統中度過了幾年後，馬蒂普於2000年7月轉會至沙爾克04。

### 沙爾克04
馬蒂普在2009年10月17日在德國足球地區聯賽對上薩爾布呂肯完成他的職業首秀。在2009年11月7日對上拜仁慕尼黑則是完成了他在德甲聯賽上的首秀，在該場比賽中，他為球隊踢進了逼和拜仁慕尼黑的一球。 該場比賽結束後，馬蒂普被評為該場比賽的最佳球員。
2010年3月2日, 馬蒂普與沙爾克04簽署了3年半的合約。
2013年2月23日，馬蒂普為沙爾克04進了兩球以 2-1 大勝了杜塞尔多夫確保了沙爾克04在12場比賽中的第二場勝利。
2012年1月，沙爾克04宣布與馬蒂普續約至2016年6月30日。

### 利物浦
2016年2月15日，利物浦宣布馬蒂普將於合約到期後免費加盟。2016年7月1日，馬蒂普正式轉會利物浦，並穿上32號球衣。2019年6月1日，他在歐聯決賽中正選上陣，並助攻奧歷治射入鎖定勝局的一球，幫助利物浦第6次奪得歐聯冠軍。2019年8月4日，馬迪普在社區盾為利物浦射入唯一一球入球，可惜球隊最後十二碼以5-4落敗。 2019年8月24日，他對阿仙奴頂入該季個人第一球，為紅軍先開記錄，最終球隊主場以3-1擊敗阿仙奴。
由于他在2019-2020赛季受到了伤病的困扰，乔·戈麦斯很快取代了他的位置，成为尤尔根·克洛普的首选中后卫，与维吉尔·范迪克搭档。

## 俱樂部統計數據
| 俱樂部表現               | 俱樂部表現 | 俱樂部表現 | 聯賽 | 聯賽 | 盃賽   | 盃賽   | 大陸 | 大陸 | 其他 | 其他 | 總計 | 總計 | 參考   |
| 俱樂部                   | 聯賽       | 賽季       | 出賽 | 進球 | 出賽   | 進球   | 出賽 | 進球 | 出賽 | 進球 | 出賽 | 進球 | 參考   |
| 德國                     | 德國       | 德國       | 聯賽 | 聯賽 | 德國盃 | 德國盃 | 歐洲 | 歐洲 | 其他 | 其他 | 總計 | 總計 | 參考   |
| ------------------------ | ---------- | ---------- | ---- | ---- | ------ | ------ | ---- | ---- | ---- | ---- | ---- | ---- | ------ |
| 沙爾克04二隊             | 地區聯賽   | 2009–10    | 3    | 1    | 0      | 0      | 0    | 0    | 0    | 0    | 3    | 1    | [ 12 ] |
| 沙爾克04二隊             | 地區聯賽   | 2010–11    | 1    | 0    | 0      | 0      | 0    | 0    | 0    | 0    | 1    | 0    | [ 12 ] |
| 沙爾克04                 | 德甲       | 2009–10    | 20   | 3    | 2      | 0      | 0    | 0    | 0    | 0    | 22   | 3    | [ 12 ] |
| 沙爾克04                 | 德甲       | 2010–11    | 26   | 0    | 4      | 0      | 11   | 1    | 1    | 0    | 42   | 1    | [ 12 ] |
| 沙爾克04                 | 德甲       | 2011–12    | 30   | 3    | 3      | 1      | 13   | 1    | 1    | 0    | 47   | 5    | [ 12 ] |
| 沙爾克04                 | 德甲       | 2012–13    | 32   | 3    | 1      | 0      | 6    | 0    | 0    | 0    | 39   | 3    | [ 12 ] |
| 沙爾克04                 | 德甲       | 2013–14    | 31   | 3    | 3      | 0      | 8    | 1    | 0    | 0    | 42   | 4    | [ 12 ] |
| 沙爾克04                 | 德甲       | 2014–15    | 19   | 2    | 1      | 1      | 3    | 0    | 0    | 0    | 23   | 3    | [ 12 ] |
| 沙爾克04                 | 德甲       | 總計       | 158  | 14   | 14     | 2      | 41   | 3    | 2    | 0    | 215  | 19   | [ 12 ] |
| 最後更新於: 2015年5月4日 |            |            |      |      |        |        |      |      |      |      |      |      |        |

## 國家隊生涯
馬蒂普在2009年12月23日接收到來自喀麥隆國家隊的徵招 來參與2010年非洲國家盃，然而他當時拒絕接受徵招。爾後由於該事件，導致馬蒂普未來是否會繼續接受喀麥隆國家隊的徵招變成不明朗的狀態，因此，當時的德國足協便希望馬蒂普能夠以自己的出生國家為考量選擇代表德國國家足球隊。 在2010年1月6日，Rainer Adrion宣布廢除徵招馬蒂普代表國家隊的提名。 2010年3月2日，在馬蒂普18歲時，他最終還是選擇了代表喀麥隆國家隊出賽。隔天3月3日便與同為喀麥隆國家隊的球員見面，該週週三即直接代表喀麥隆國家隊以友誼賽形式對上義大利國家足球隊。 在該場友誼賽中，馬蒂普完成了首次徵召進入國家代表隊的首演，並且更接著參加2010年世界盃足球賽。而2014年世界盃足球賽也代表喀麥隆出賽，他在對上主辦國巴西的兩場比賽中得分，也成為自巴西第一次主辦世界盃足球賽28年來第一位在對上巴西時踢破東道主球門的球員。

### 國家隊統計數據
| 喀麥隆 | 喀麥隆 | 喀麥隆 |
| 年代   | 出賽   | 進球   |
| ------ | ------ | ------ |
| 2010   | 6      | 0      |
| 2011   | 3      | 0      |
| 2012   | 4      | 0      |
| 2013   | 6      | 0      |
| 2014   | 7      | 1      |
| 2015   | 1      | 0      |
| 總計   | 27     | 1      |

#### 國家隊進球紀錄
分數與結果清單以喀麥隆國家隊為優先
| #  | 日期          | 比賽地點                       | 對手 | 分數 | 結果 | 類型               |
| -- | ------------- | ------------------------------ | ---- | ---- | ---- | ------------------ |
| 1. | 2014年6月23日 | 巴西巴西利亞巴西利亞國家體育場 | 巴西 | 1–1  | 1–4  | 2014年世界盃足球賽 |

## 個人生活
馬蒂普的母親為德國籍 父親為前喀麥隆國家足球隊隊員吉恩·馬蒂普他是同為喀麥隆國家足球隊隊員馬雲·麥迪比的兄弟並且是 JobJoseph-Désiré Job 的表親。 馬蒂普在2010年從蓋爾森基興的 Gesamtschule Berger Feld 畢業，並擁有德國國籍。

## 個人榮譽

### 俱樂部
沙爾克04
- 德國盃: 2010–11
- 德國超級盃: 2011

利物浦
- 歐洲聯賽冠軍盃冠軍 : 2018–19
- 歐洲超級盃冠军：2019
- 国际足联俱乐部世界杯冠军：2019[23]
- 英格蘭超級足球聯賽冠军：2019-20
- 英格蘭聯賽盃冠军：2021-22、2023-24
- 英格蘭足總盃冠軍：2021–22
- 英格兰社区盾冠军：2022

## 資料來源
1. ↑   (PDF). FIFA. 2014年6月11日: 7  [2014年6月11日]. （原始内容存档于2015年6月11日）.
2. ↑  . 沙爾克04.   [2012年8月5日]. （原始内容存档于2016年3月4日） （德语）.
3. ↑  . kicker.de.   [2012年8月5日]. （原始内容存档于2019年2月21日） （德语）.
4. ↑  . reviersport.de. 2009年10月17日  [2012年8月5日]. （原始内容存档于2012年2月25日） （德语）.
5. ↑  . bild.de. 2009年11月7日  [2012年8月5日]. （原始内容存档于2012年2月17日） （德语）.
6. ↑  . goal.com. 2009年11月7日  [2012年8月5日]. （原始内容存档于2017年6月25日） （德语）.
7. ↑  . ontheminute.com. 2010年3月2日  [2012年8月5日]. （原始内容存档于2015年5月25日）.
8. ↑  . ESPNFC. 2013年2月23日  [2013年6月9日]. （原始内容存档于2013年2月28日）.
9. ↑  . Sportsbook.com. 2012年1月5日  [2014年8月5日]. （原始内容存档于2015年9月24日）.
10. ↑  . BBC Sport. 4 August 2019  [4 August 2019]. （原始内容存档于2019-08-08）.
11. ↑  Phil McNulty. . BBC Sport. 24 August 2019  [24 August 2019]. （原始内容存档于2019-09-02）.
12. ↑  Soccerway資料庫：若埃爾·馬蒂普
13. ↑  . fecafootonline.com. 2009年12月22日  [2012年8月5日]. （原始内容存档于2012年3月2日）.
14. ↑  . reviersport.de. 2009年12月23日  [2012年8月5日]. （原始内容存档于2018年2月8日） （德语）.
15. ↑  . Sky Sports. 2010年1月1日  [2012年8月5日]. （原始内容存档于2016年3月8日）.
16. ↑  . BBC Sport. 2010年3月2日  [2012年8月5日]. （原始内容存档于2023年2月28日）.
17. ↑  . kicker.de. 2010年3月8日  [2012年8月5日]. （原始内容存档于2016年3月25日） （德语）.
18. ↑  . National Football Teams. Benjamin Strack-Zimmerman.   [23 September 2018].
19. ↑  . reviersport.de. 2009年10月24日  [2012年8月5日]. （原始内容存档于2018年7月25日） （德语）.
20. ↑  . Matthias-Claudius-Schulen Bochum: 15. 2006年1月-六月  [2012年8月5日]. （原始内容 (PDF)存档于2010年1月31日） （德语）.
21. ↑  . kicker.de. 2009年11月7日  [2012年8月5日]. （原始内容存档于2018年7月25日） （德语）.
22. ↑  . FIFA.com. 2004年12月14日  [2012年8月5日]. （原始内容存档于2012年3月24日） （德语）.
23. ↑  . FIFA. 21 December 2019  [21 December 2019]. （原始内容存档于2020-06-08） （英语）.

## 外部連結
- fussballdaten.de：Joël Matip之統計數據 （德文）